# Supercoppa italiana 2010 (calcio femminile)
La Supercoppa italiana 2010 di calcio femminile si è disputata sabato 29 agosto 2010 allo Stadio Morandi di Umbertide. La sfida ha visto contrapposte la Torres, vincitrice della Serie A 2009-2010 e la Reggiana, detentrice della Coppa Italia 2009-2010.
A conquistare il titolo è stata la Torres che ha vinto per 2-0 con una rete di Elisabetta Tona nel primo tempo ed una di Silvia Fuselli nella ripresa.

## Tabellino
| Arbitro: | Lopreiato (Perugia) |

|                      |           |  |
| Tona 11’ Fuselli 68’ | Marcatori |  |

| Torres | Reggiana |

### Formazioni
| Torres          |    |                     |     |
|                 |    |                     |     |
| P               | 1  | Michela Cupido      |     |
| D               | 8  | Martina Cortesi     |     |
| D               | 2  | Raffaella Manieri   |     |
| D               | 21 | Giorgia Motta       |     |
| D               | 5  | Elisabetta Tona (c) |     |
| C               | 10 | Elisa Camporese     |     |
| C               | 11 | Giulia Domenichetti |     |
| C               | 22 | Tamara Pintus       | 88’ |
| C               | 4  | Daniela Stracchi    |     |
| A               | 6  | Silvia Fuselli      |     |
| A               | 9  | Ángeles Parejo      |     |
| A disposizione: |    |                     |     |
| P               | 12 | Arianna Criscione   |     |
| D               | 13 | Roberta Razzoli     |     |
| C               | 14 | Sandy Iannella      |     |
| C               | 15 | Claudia Carta       |     |
| A               | 16 | Fiorella Carboni    | 88’ |
| Allenatore:     |    |                     |     |
| Salvatore Arca  |    |                     |     |

| Reggiana         |    |                  |     |
|                  |    |                  |     |
| P                | 1  | Silvia Vicenzi   |     |
| D                | 2  | Roberta Casile   |     |
| D                | 3  | Valeria Magrini  |     |
| D                | 4  | Laura Neboli     |     |
| C                | 5  | Lara Barbieri    | 89’ |
| C                | 6  | Martina Capelli  | 79’ |
| C                | 7  | Sara Colzi       |     |
| C                | 8  | Debora Fragni    | 72’ |
| C                | 9  | Giulia Nasuti    |     |
| A                | 10 | Betty Spina      |     |
| A                | 11 | Eleonora Prost   |     |
| A disposizione:  |    |                  |     |
| P                | 12 | Sabrina Tasselli |     |
| D                | 13 | Alessia Bonati   |     |
| D                | 14 | Elisa Prati      |     |
| C                | 15 | Elisa Giubertoni | 79’ |
| A                | 16 | Simona Zani      | 72’ |
| A                | 17 | Giusy Faragò     | 89’ |
| A                | 18 | Marta Mason      |     |
| Allenatore:      |    |                  |     |
| Milena Bertolini |    |                  |     |